# Dang Yiming
Dang Yiming (chinesisch 党一鸣, Pinyin Dang Yiming, Aussprache: [Dang Yiming]; * 30. August 2004) ist eine chinesische Tennisspielerin.

## Karriere
Dang spielt hauptsächlich Turniere auf der ITF Women’s World Tennis Tour, wo sie aber noch keinen Titel gewinnen konnte.
2023 erreichte sie mit ihrer Partnerin Xiao Zhenghua das Viertelfinale im Doppel der Kunming Open. Im gleichen Monat qualifizierte sie sich für das Hauptfeld im Dameneinzel der mit 40.000 US-Dollar dotierten W40 Zhongchang, wo sie in der ersten Runde Wei Sijia mit 5:7 und 2:6 unterlag. Im September erhielt sie zusammen mit ihrer Partnerin Yang Yidi einen Startplatz als Nachrücker für das Hauptfeld im Damendoppel der Ningbo Open, ihrem ersten Turnier der WTA Tour. Die beiden unterlagen in ihrem Erstrundenmatch der Paarung Natela Dsalamidse und Quinn Gleason mit 4:6 und 1:6. Im Oktober erhielt sie eine Wildcard für die Qualifikation zum Dameneinzel der Jiangxi Open, ihrem zweiten Turnier auf der WTA-Tour. Sie verlor ihr Auftaktmatch mit 3:6 und 5:7 gegen Jessy Rompies. Im Hauptfeld des Doppels unterlag sie mit ihrer Partnerin Xun Fangying in der ersten Runde der Paarung Eri Hozumi und Makoto Ninomiya mit 6:74 und 2:6.
2024 erreichte sie im September mit Partnerin Miyabi DeRemer das Viertelfinale im Damendoppel der Notowakura International Women’s Open Tennis.